# Scopula terrearia
Scopula terrearia là một loài bướm đêm trong họ Geometridae.